# 聴覚音声学
聴覚音声学（ちょうかくおんせいがく、英語: auditory phonetics）とは、音声言語の聴取・認識・理解の側面を研究する音声学の下位分野である。別名、音響心理学（英語: psychoacoustics）ともいわれている。

## 概要
聴覚音声学では、話し手が音声を聞き手に伝達する、という伝達行為において、話し手から伝達される音波を聞き手がどのようにして理解・解釈に至るかを解明する役割をもつ。

## 研究方法
1. 調音器官と聴取過程について、明らかにする[1]。
2. 話し手から発せられた音波の「どの特徴」を聞き手が耳で捉え、正しい音声として識別をするのか、という仮説を立てて検証する[1]。

2については、聞き手が正しい音波を聞くには、その音波の特徴を正確に捉えなければならないという事実に則したものである。

## 仮説
話し手から発せられた音波の「どの特徴」を聞き手が耳で捉え、正しい音声として識別をするのか、という仮説について、これまでの有力な仮説は、聞き手は話し手からの音波の「示差的特徴（distinctive features：DF）」を捉える、という二項対立理論（英語: binary opposition hypothesis）がある。
例えば、日本語の /n/ の音について考えられたい。/n/ の音は軟口蓋を下げて、呼気が口腔ではなく、鼻腔を通って外に流れ出ることで調音される有声歯茎鼻音である。鼻腔の方から空気が流れ出る音は鼻音なので、鼻音であるという事を意味する
- [＋nas］

という示差的特徴を有する事になる。これは弁別的素性とも呼ばれている。つまり、このような示差的特徴を正しく認識することが出来れば、その音を正しく識別できたといってもいい、ということになる。
Jakobson et al（1952）の仮説では、12個のDFがあれば、世界のすべての言語の音声体系が記述できるという。この仮説は、その後さらに多くの新しい言語の音声体系が研究され、現在ではHalle and Clements（1983）の仮説によれば、20個のDFが必要になるという。